# Rắn biển Crocker
Laticauda crockeri là một loài rắn trong họ Rắn hổ. Loài này được Slevin mô tả khoa học đầu tiên năm 1934.

## Hình ảnh

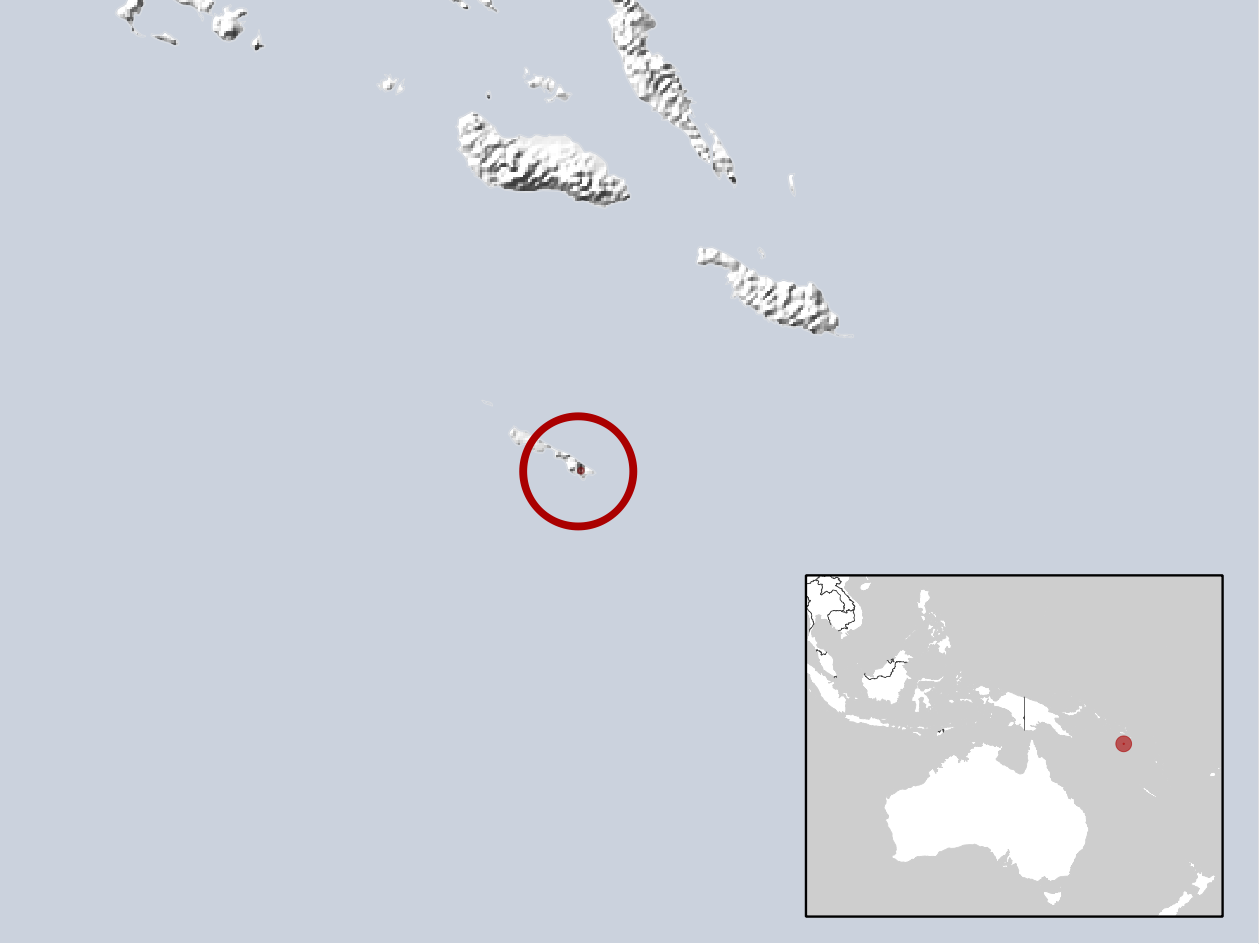